# Sioma Baram
Sioma Baram (hebreu: סיומה ברעם)  (Chisinau, 1919 - Formentera, 26 de juliol de 1980), de naixement Sioma Boberman, va ser un pintor israelià assentat amb la seva dona, la també pintora Bella Brizel, a l'illa de Formentera. Va exercir com a crític d’art en prestigioses revistes de París, Londres, Tòquio i Tel-Aviv.

## Biografia
Nascut a Bessaràbia, fill de pares jueus, el 1939 va emigrar a Palestina. Va estudiar pintura a l'Institut d'Art i Disseny Avni amb Aharon Avni i escultura amb Moshe Sternschuss. Hi va conèixer Bella Brizel, amb qui es va casar. Durant la dècada del 1950, tots dos van viure a París i va estudiar pintura al fresc a l'École du Louvre. Va participar en diverses campanyes militars al nord d’Àfrica amb l'exèrcit britànic durant la Segona Guerra Mundial i també va lluitar per la independència d'Israel. Posteriorment, el 1952, va traslladar-se amb la seva esposa a l'illa de Formentera i hi van habitar, amb viatges esporàdics a París, fins que van morir. Van inspirar l'autor francès Jacques Peuchmaurd a escriure la novel·la Le Soleil de Palicorna, el film de la qual van protagonitzar.
Baram es va fer cèlebre per la sèrie de pintures Betlem sobre Jerusalem i el poble jueu. En aquest cas va acostar-se al surrealisme, tot i que l'obra anterior havia estat més influït pel cubisme. També feia gravats i art abstracte. Va exhibir el seu art individualment i col·lectivament a galeries de Londres, París, Tòquio, Lausana, Tòquio, Tel-Aviv i Jerusalem mateix.
Va morir l'any 1980 a Formentera. Va tenir un enterrament jueu a les Pitiüses, el primer al territori en 500 anys. Més tard, el seu taüt va ser transportat a Israel i soterrat al Mont de les Oliveres.
Després de la mort de l'artista i la seva dona, el 1988 es va fundar la galeria d’art Bella & Sioma Baram a Sant Francesc de Formentera. Hi van exposar artistes com ara Marc Tara, Cornelis le Mair i Antoni Taulé. A més, es va establir un fons de foment de la creativitat per a artistes jóvens a nom seu.